# Ricardo Gómez Diez
Ricardo Gómez Diez (Salta, 4 de marzo de 1949) es un abogado, político argentino y docente universitario, militó en el Partido Renovador de Salta. Se desempeñó como vicegobernador de la provincia de Salta entre 1991 y 1995 y como diputado y senador nacional por la misma provincia. Fue candidato a vicepresidente de la Nación en las elecciones presidenciales de 2003, como compañero de fórmula de Ricardo López Murphy. 

## Biografía
Nació en la ciudad de Salta. Cursó estudios de formación primaria y secundaria en el Colegio Belgrano de la Ciudad de Salta (distinguido con medalla de oro al Alumno Ejemplar), abogacía en la Universidad Católica de Salta y de posgrado en la Universidad de Castilla-La Mancha (España).
Comenzó su carrera pública en la Casa de Salta en la ciudad de Buenos Aires donde desempeñó diversos cargos. En 1974 fue afectado a prestar servicios en la Asesoría de Desarrollo de la Provincia de Salta, luego convertida en Secretaría de Estado de Planeamiento, en la cual se desempeñó hasta abril de 1981 fecha en la cual fue designado director general del Registro del Estado Civil y Capacidad de las Personas.
Militó en el Partido Renovador de Salta (PRS), en el cual se desempeñó como presidente del comité de Salta capital, y como miembro del comité central, siendo presidente del partido en varios períodos.
En 1984 fue designado por unanimidad Prosecretario Legislativo de la Cámara de Diputados de la Provincia de Salta, cargo que desempeñó hasta 1987.
Entre enero y junio de 1986 fue constitucional constituyente de la provincia de Salta por el Departamento de la Capital, presidiendo el bloque del PRS. La mencionada Convención Constituyente tuvo a su cargo redactar la nueva Constitución de la Provincia de Salta. 
En 1987 fue elegido diputado provincial por el Departamento de la Capital, presidiendo allí también el bloque del PRS.
En 1991 la fórmula Roberto Ulloa-Ricardo Gómez Diez ganó las elecciones para Gobernador y Vicegobernador de Salta, al obtener el 56,06% de los votos frente al 35,80% que obtuvo el binomio Roberto Romero-José Antonio Solá Torino.
En 1995 ganó las elecciones para diputados nacionales con el 35,45% de los votos, compitiendo con el entonces Ministro de Trabajo de la Nación, Armando Caro Figueroa quien obtuvo el 33,65% de los sufragios. 
En 1999 fue reelegido Diputado Nacional en la boleta de la Alianza Salteña, con el 44,94% de los votos, compitiendo con Juan Manuel Urtubey, candidato de la Concertación Justicialista para el Cambio que obtuvo el 42,33% de los sufragios. 
En la Cámara de Diputados de la Nación fue secretario de la Comisión de Asuntos Constitucionales, vocal de las comisiones de Relaciones Exteriores; y de Industria; como así también de la Comisión Parlamentaria Conjunta Argentino-Chilena.
Fue nuevamente convencional constituyente de la provincia de Salta por el Departamento de la Capital entre enero y abril de 1998.
En las elecciones provinciales de 1999 fue candidato a gobernador por la Alianza Salteña, unidad opositora al Partido Justicialista que replicó la Alianza para el Trabajo, la Justicia y la Educación constituida a nivel nacional, integrada por el PRS y la Unión Cívica Radical, entre otros partidos. Obtuvo el 40,19 % de los votos, contra el 58,48 % de Juan Carlos Romero que ganó la reelección.
En las elecciones presidenciales de 2003, fue candidato a vicepresidente de la Nación Argentina en la fórmula de Ricardo López Murphy del Movimiento Federal Recrear. La fórmula quedó en tercer lugar con el 16,37 % de los votos en la primera vuelta.
En el año 2001 fue electo Senador Nacional por la Provincia de Salta, desempeñándose en el Senado de la Nación como vicepresidente segundo de la Cámara entre 2003 y 2006. También fue Consejero del Consejo de la Magistratura de la Nación entre 2001-2006, desempeñando -entre otros cargos- los de Presidente de la Comisión de Disciplina y Vicepresidente de la Comisión de Administración-Financiera. Su período como senador terminó en 2007, siendo sucedido por Juan Agustín Pérez Alsina.
En las elecciones legislativas de 2009 fue candidato a diputado nacional por la Acuerdo Cívico y Social (ACyS) conformada por la Unión Cívica Radical, la Coalición Cívica y el Partido Socialista. Obtuvo el 4,86 % de los votos, quedando en séptimo lugar.
En 2018 fue designado por unanimidad y mediante un concurso de antecedentes como titular de la Agencia de Acceso a la Información Pública del Consejo de la Magistratura de la Nación, para un periodo de cinco años.
En la Universidad Nacional de Salta se desempeñó como docente por concurso de Derecho Constitucional y Elementos de Ciencia Política. En la Facultad de Ciencias Jurídicas de la Universidad Católica de Salta fue Profesor de Constitución, Derechos Humanos y Garantías y de Derecho Constitucional del Poder. 
Es autor de libros y publicaciones sobre temas institucionales. En 2023 fue designado Profesor Emérito de la Universidad Católica de Salta y actualmente es Vicepresidente de la Asociación Argentina de Derecho Constitucional por el período 2023-2025.